# Hogna nefasta
Hogna nefasta este o specie de păianjeni din genul Hogna, familia Lycosidae, descrisă de Tongiorgi, 1977. Conform Catalogue of Life specia Hogna nefasta nu are subspecii cunoscute.